# Tasiusaq (Narsaq)
Tasiusaq (o Tasiussaq) è un villaggio della Groenlandia di 6 abitanti (gennaio 2005). Si trova a 61°09'N 45°37'O; appartiene al comune di Kujalleq.